# Lista de singles número um na UK Singles Chart em 2016
A lista dos singles que alcançaram a primeira posição na UK Singles Chart é, atualmente, compilada pela The Official UK Charts Company (OCC) baseada na Parada musical da UK Singles Chart (em português: Parada de Singles do  Reino Unido). É utilizada na UK Singles Chart as vendas de álbuns físicos (CDs e vinis), vendas digitais e os serviços de streams. A semana da parada vai de sexta-feira à quinta-feira, com a parada sendo publicada pela revista Music Week, e publicada na internet no próprio site da The Official UK Charts Company. Todas as tabelas musicais da OCC são atualizadas às sextas-feiras e posiciona as vendas musicais da semana precedente, com data da tiragem até a próxima quinta-feira.

## Histórico
Official Singles Charts top 100
| Data            | Canção                 | Artista(s)                          |
| --------------- | ---------------------- | ----------------------------------- |
| 07 de janeiro   | Love Yourself          | Justin Bieber                       |
| 14 de janeiro   | Love Yourself          | Justin Bieber                       |
| 21 de janeiro   | Love Yourself          | Justin Bieber                       |
| 28 de janeiro   | Stitches               | Shawn Mendes                        |
| 04 de fevereiro | Stitches               | Shawn Mendes                        |
| 11 de fevereiro | Pillowtalk             | Zayn                                |
| 18 de fevereiro | 7 Years                | Lukas Graham                        |
| 25 de fevereiro | 7 Years                | Lukas Graham                        |
| 03 de março     | 7 Years                | Lukas Graham                        |
| 10 de março     | 7 Years                | Lukas Graham                        |
| 17 de março     | 7 Years                | Lukas Graham                        |
| 24 de março     | I Took A Pill In Ibiza | Mike Posner                         |
| 31 de março     | I Took A Pill In Ibiza | Mike Posner                         |
| 07 de abril     | I Took A Pill In Ibiza | Mike Posner                         |
| 14 de abril     | I Took A Pill In Ibiza | Mike Posner                         |
| 21 de abril     | One Dance              | Drake feat WizKid & Kyla            |
| 28 de abril     | One Dance              | Drake feat WizKid & Kyla            |
| 05 de maio      | One Dance              | Drake feat WizKid & Kyla            |
| 12 de maio      | One Dance              | Drake feat WizKid & Kyla            |
| 19 de maio      | One Dance              | Drake feat WizKid & Kyla            |
| 26 de maio      | One Dance              | Drake feat WizKid & Kyla            |
| 02 de junho     | One Dance              | Drake feat WizKid & Kyla            |
| 09 de junho     | One Dance              | Drake feat WizKid & Kyla            |
| 16 de junho     | One Dance              | Drake feat WizKid & Kyla            |
| 23 de junho     | One Dance              | Drake feat WizKid & Kyla            |
| 30 de junho     | One Dance              | Drake feat WizKid & Kyla            |
| 07 de julho     | One Dance              | Drake feat WizKid & Kyla            |
| 14 de julho     | One Dance              | Drake feat WizKid & Kyla            |
| 21 de julho     | One Dance              | Drake feat WizKid & Kyla            |
| 28 de julho     | One Dance              | Drake feat WizKid & Kyla            |
| 04 de agosto    | Cold Water             | Major Lazer feat Justin Bieber & MØ |
| 11 de agosto    | Cold Water             | Major Lazer feat Justin Bieber & MØ |
| 18 de agosto    | Cold Water             | Major Lazer feat Justin Bieber & MØ |
| 25 de agosto    | Cold Water             | Major Lazer feat Justin Bieber & MØ |
| 01 de setembro  | Cold Water             | Major Lazer feat Justin Bieber & MØ |
| 08 de setembro  | Closer                 | The Chainsmokers feat Halsey        |
| 15 de setembro  | Closer                 | The Chainsmokers feat Halsey        |
| 22 de setembro  | Closer                 | The Chainsmokers feat Halsey        |
| 29 de setembro  | Closer                 | The Chainsmokers feat Halsey        |
| 06 de outubro   | Say You Won't Let Go   | James Arthur                        |
| 13 de outubro   | Say You Won't Let Go   | James Arthur                        |
| 20 de outubro   | Say You Won't Let Go   | James Arthur                        |
| 27 de outubro   | Shout Out To My Ex     | Little Mix                          |
| 03 de novembro  | Shout Out To My Ex     | Little Mix                          |
| 10 de novembro  | Shout Out To My Ex     | Little Mix                          |
| 17 de novembro  | Rockabye               | Clean Bandit                        |
| 24 de novembro  | Rockabye               | Clean Bandit                        |
| 01 de dezembro  | Rockabye               | Clean Bandit                        |
| 08 de dezembro  | Rockabye               | Clean Bandit                        |
| 15 de dezembro  | Rockabye               | Clean Bandit                        |
| 22 de dezembro  | Rockabye               | Clean Bandit                        |
| 29 de dezembro  | Rockabye               | Clean Bandit                        |